# Muscari aucheri
Muscari aucheri là một loài thực vật có hoa trong họ Măng tây. Loài này được (Boiss.) Baker mô tả khoa học đầu tiên năm 1870.

## Hình ảnh

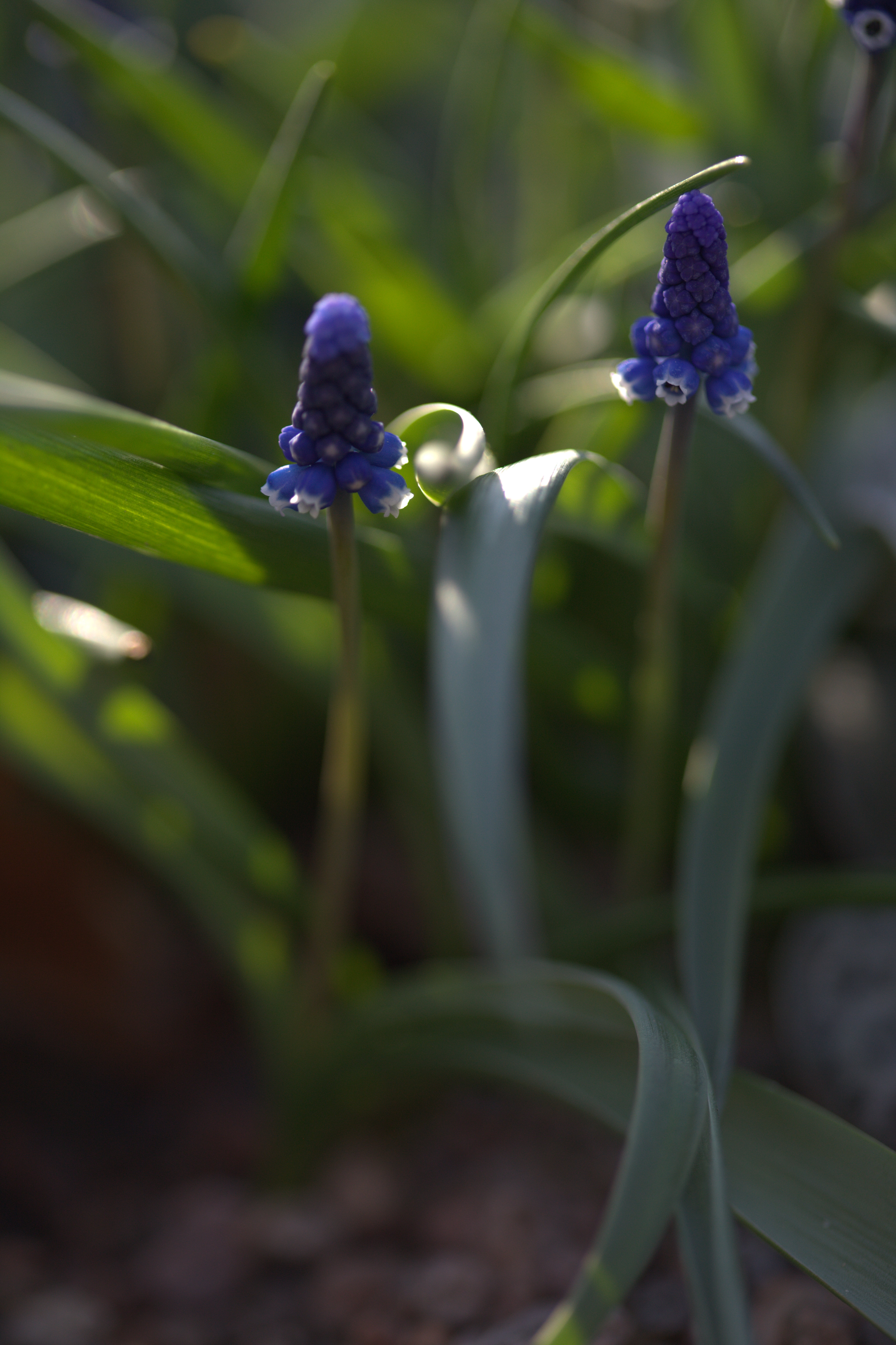
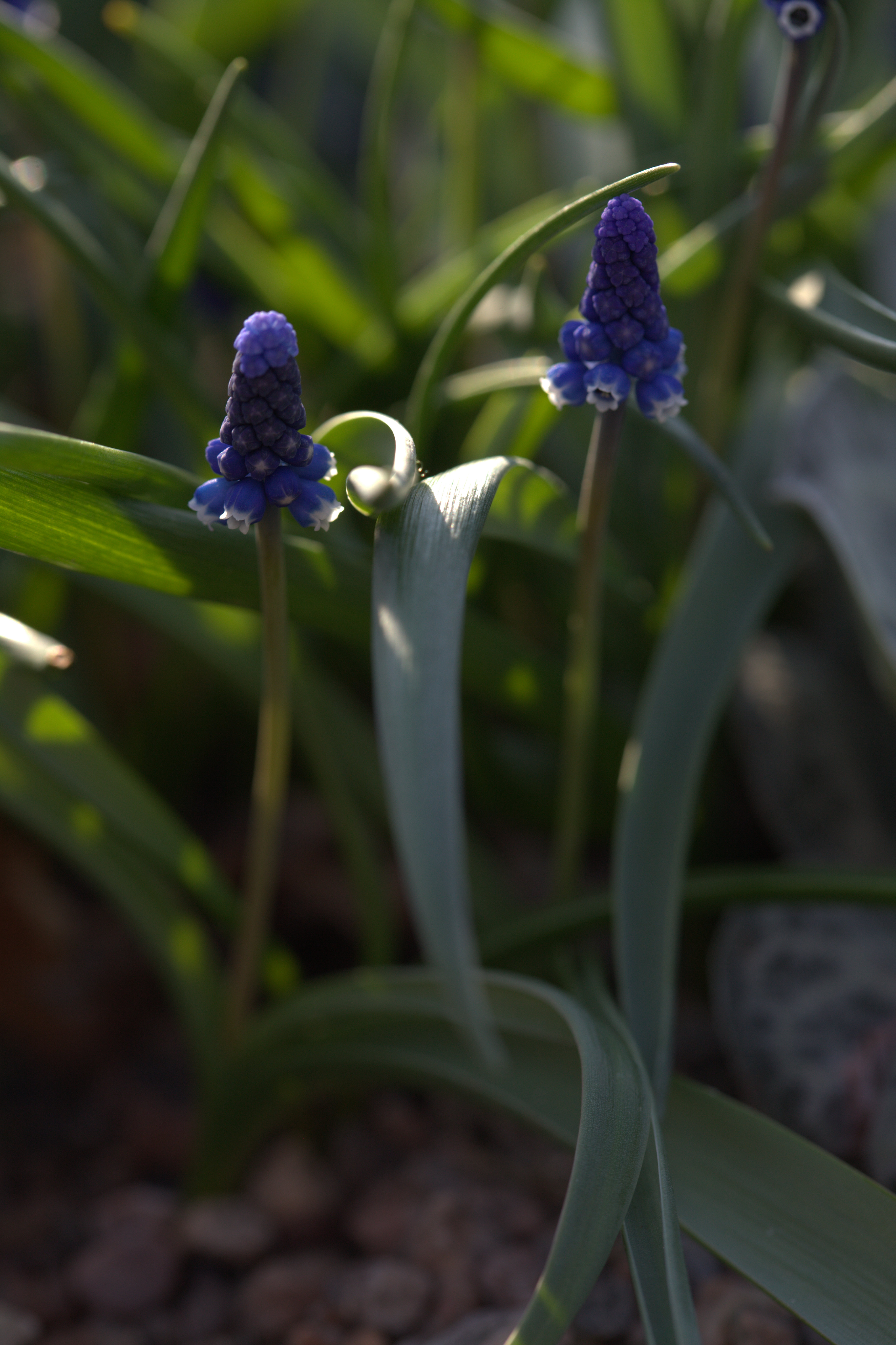
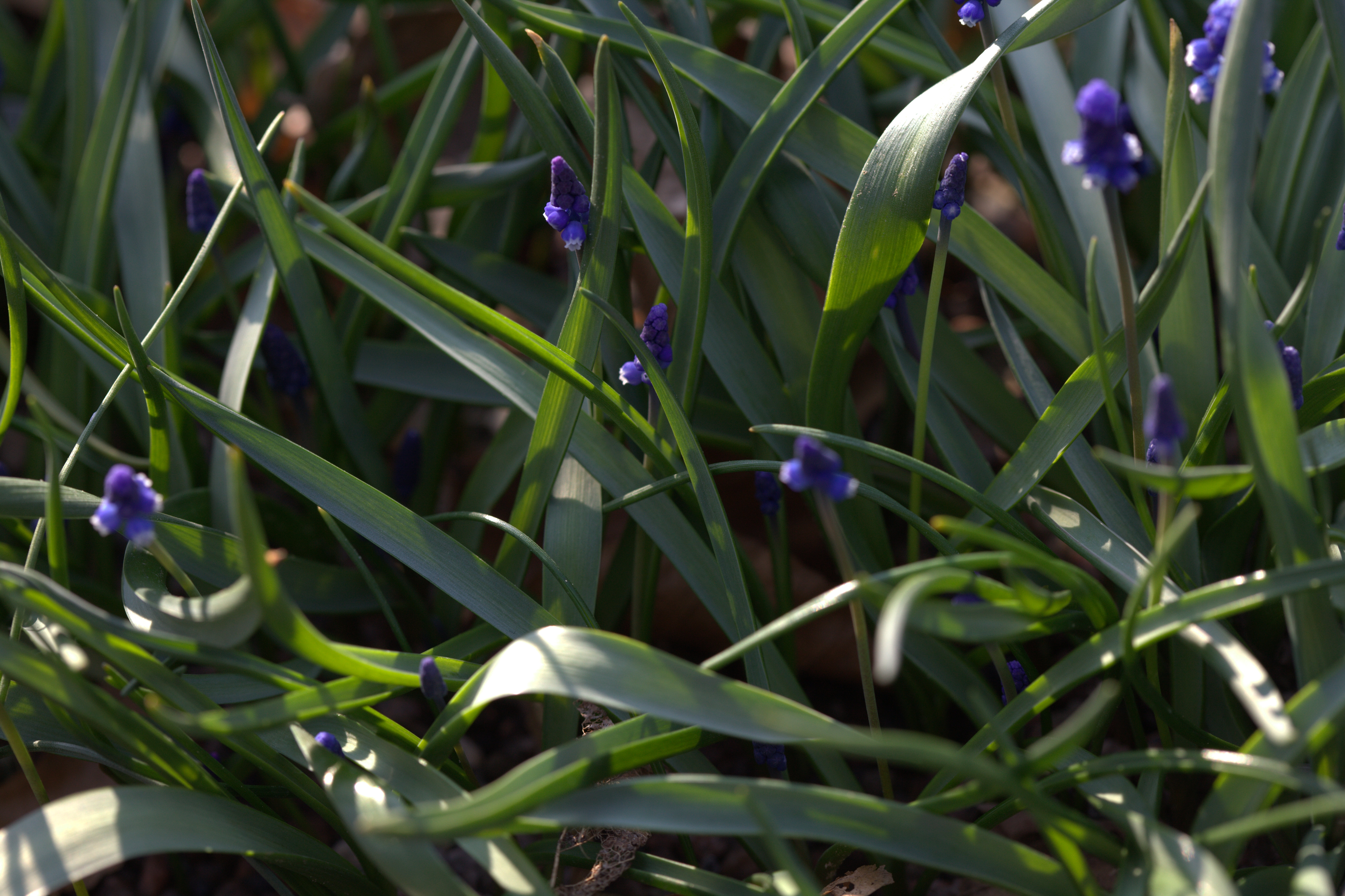